# Stiphrolamyra albibarbis
Stiphrolamyra albibarbis är en tvåvingeart som beskrevs av Engel 1928. Stiphrolamyra albibarbis ingår i släktet Stiphrolamyra och familjen rovflugor.
Artens utbredningsområde är Sydjemen. Inga underarter finns listade i Catalogue of Life.